# Anolis homolechis
Anolis homolechis (гаванський аноліс) — вид ігуаноподібних ящірок родини анолісових (Dactyloidae). Ендемік Куби.

## Підвиди
Виділяють два підвиди:
- Anolis homolechis homolechis (Cope, 1864);
- Anolis homolechis turquinensis Garrido, 1973.

## Поширення і екологія
Гаванські аноліси поширені на Кубі, а також на острові Ісла-де-ла-Хувентуд та на інших сусідніх островах. Вони живуть у вологих рівнинних, гірських і заболочених тропічних лісах, в хмарних лісах, чагарникових заростях, саванах, на плантаціях в парках і садах, на висоті до 1830 м над рівнем моря. Живляться комахами і павуками. Відкладають яйця.